# Parafia św. Sebastiana w Bestwince
Parafia pod wezwaniem Świętego Sebastiana w Bestwince – parafia rzymskokatolicka znajdująca się w Bestwince. Należy do dekanatu Wilamowice diecezji bielsko-żywieckiej.
Budynek kościoła parafialnego zaczęto wznosić w 1989. Tymczasową parafię ustanowiono w 1992.